# Reislas

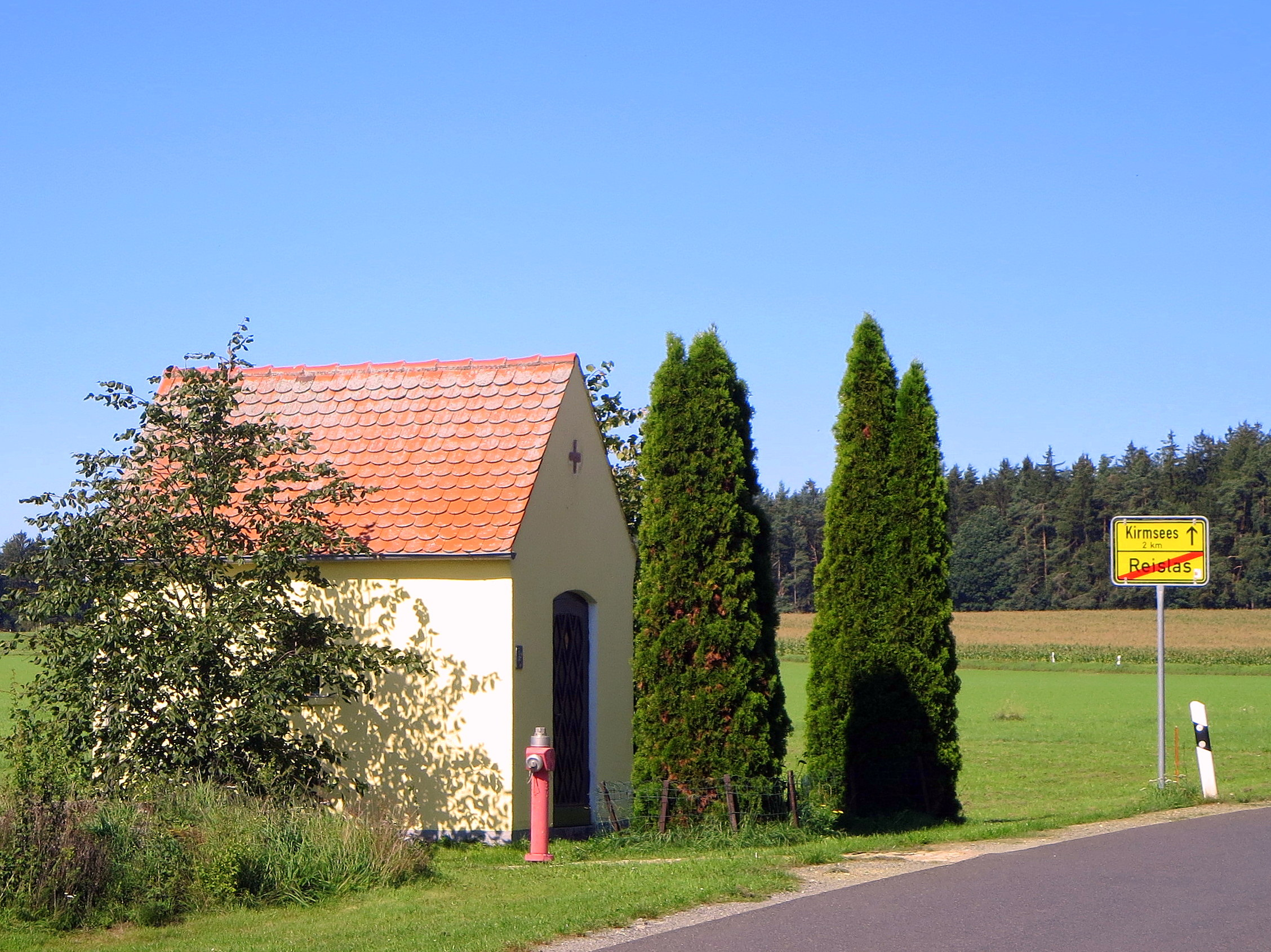
Fatimakapelle Reislas

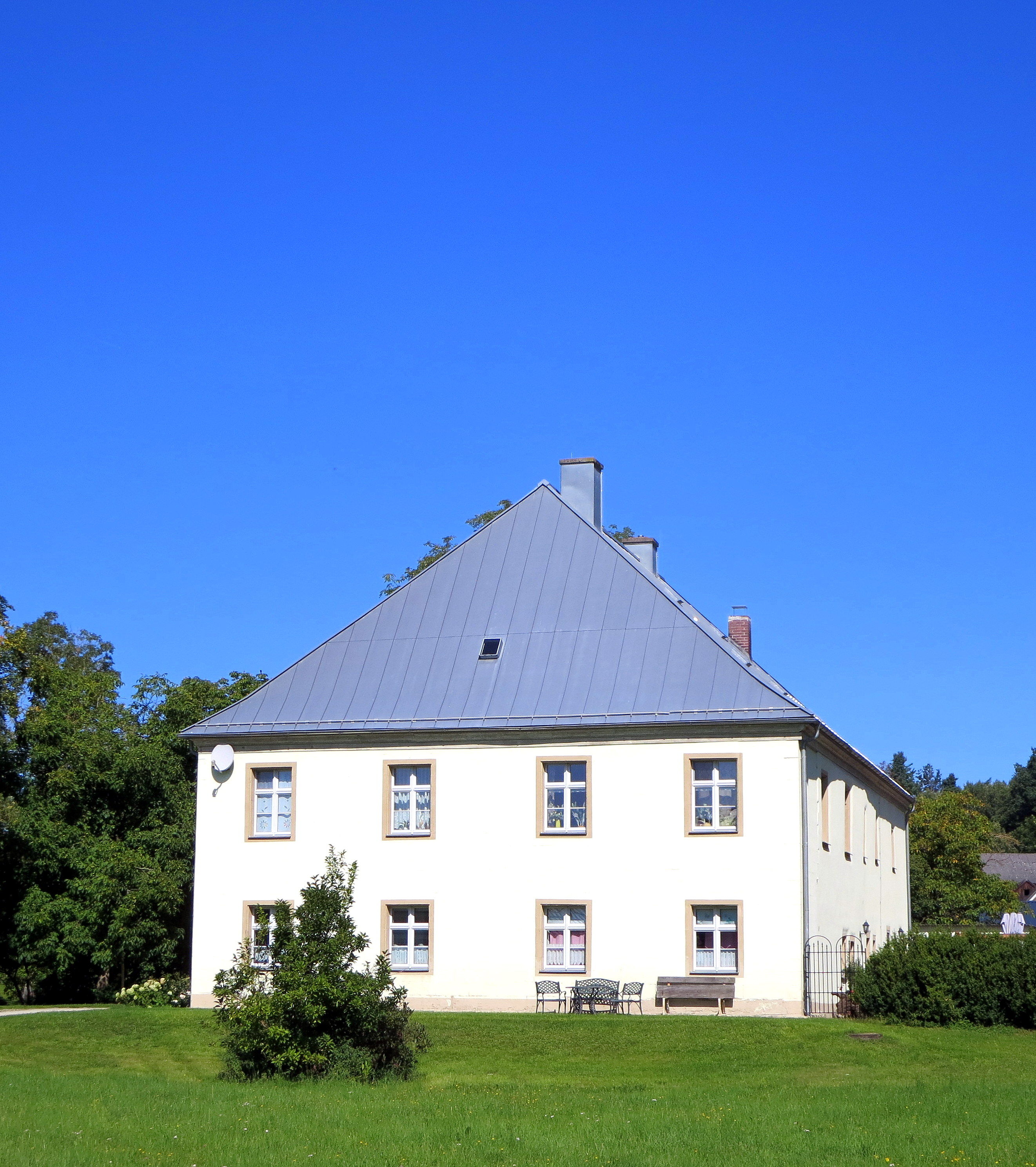
Ehemaliges Schloss in Reislas

Reislas ist ein Gemeindeteil der Gemeinde Kirchenpingarten im Landkreis Bayreuth (Oberfranken, Bayern). Die Gemarkung Reislas hat eine Fläche von 2,825 km². Sie ist in 286 Flurstücke aufgeteilt, die eine durchschnittliche Fläche von 9878,43 m² haben. In ihr liegt neben dem namensgebenden Ort der Gemeindeteil Langengefäll.

## Geographie
Das Dorf liegt am Heinersbach (im Unterlauf Tauritzbach genannt), einem rechten Zufluss der Haidenaab. Eine Gemeindeverbindungsstraße führt nach Kirchenpingarten zur Kreisstraße BT 42 (0,4 km nordöstlich) bzw. nach Kirmsees (1,7 km westlich). Eine weitere Gemeindeverbindungsstraße führt ebenfalls zur BT 42 (0,6 km südöstlich).

## Geschichte
Der Ort wurde im Jahr 1280 als „Riuzinz“ erstmals urkundlich erwähnt. Seit dem 17. Jahrhundert gab es im Ort ein Schloss derer von Künßberg, später im Besitz der Herren von Brandt und der Herren von Lindenfels. Die Hochgerichtsbarkeit über dem Rittergut Reislas stand dem Kurfürstlichen Landrichteramt Waldeck-Kemnath zu. Die Grundherrschaft hatte das kurfürstliche Kastenamt Kemnath (Immenreuther Gezirk). Laut dem Steuerbuch von 1714 bestand Reislas aus 7 landsässischen Anwesen (6 Güter, 1 Gütel, 3 Inwohner).
Infolge des Gemeindeedikts wurde Reislas dem 1808 gebildeten Steuerdistrikt Tressau zugewiesen. 1818 wurde die Ruralgemeinde Reislas gegründet, zu der Langengefäll gehörte. Sie war in Verwaltung und Gerichtsbarkeit dem Landgericht Kemnath zugeordnet und in der Finanzverwaltung dem Rentamt Kemnath. In der freiwilligen Gerichtsbarkeit unterstanden die landsässischen Untertanen dem Patrimonialgericht 2. Klasse Reislas. Zu dem Patrimonialgericht gehörten auch Untertanen in Dennhof, Eckartsreuth, Göppmannsbühl, Grub, Hahnengrün, Haidenaab, Langengefäll, Muckenreuth, Oberndorf, Poppenberg und Schmetterslohe. Insgesamt gab es 82 Familien, die dem Patrimonialgericht unterstanden. Am 1. Oktober 1857 wurde die Gemeinde an das Landgericht Weidenberg und dem Rentamt Bayreuth  (1919 in Finanzamt Bayreuth umbenannt) überwiesen. Ab 1862 gehörte Reislas zum Bezirksamt Bayreuth (1939 in Landkreis Bayreuth umbenannt). Die Gerichtsbarkeit blieb beim Landgericht Weidenberg (1879 in Amtsgericht Weidenberg umgewandelt), seit 1931 ist das Amtsgericht Bayreuth zuständig. Die Gemeinde hatte eine Gebietsfläche von 2,791 km². Im Zuge der Gebietsreform in Bayern wurde die Gemeinde Reislas am 1. April 1971 nach Kirchenpingarten eingemeindet.

### Baudenkmäler
- Haus Nr. 10: Ehemaliges Schloss[16]
- Waldkapelle[16]
- Bildstock[16]

### Einwohnerentwicklung
Gemeinde Reislas
| Jahr      | 1824  | 1840   | 1852   | 1855   | 1861   | 1867   | 1871   | 1875   | 1880   | 1885   | 1890   | 1895   | 1900   | 1905   | 1910   | 1919   | 1925   | 1933   | 1939   | 1946   | 1950   | 1952   | 1961   | 1970   |
| Einwohner | 131   | 99     | 132    | 134    | 126    | 131    | 133    | 109    | 113    | 117    | 107    | 118    | 112    | 109    | 106    | 105    | 106    | 118    | 118    | 156    | 148    | 134    | 130    | 114    |
| Häuser    | 19    |        |        |        |        |        | 19     |        |        | 20     | 23     |        | 21     |        |        |        | 21     |        |        |        | 21     |        | 21     |        |
| Quelle    | [ 9 ] | [ 18 ] | [ 18 ] | [ 18 ] | [ 19 ] | [ 20 ] | [ 21 ] | [ 22 ] | [ 23 ] | [ 24 ] | [ 25 ] | [ 18 ] | [ 26 ] | [ 18 ] | [ 27 ] | [ 18 ] | [ 28 ] | [ 18 ] | [ 18 ] | [ 18 ] | [ 29 ] | [ 18 ] | [ 13 ] | [ 30 ] |

Ort Reislas
| Jahr      | 001818 | 001824 | 001861 | 001871 | 001885 | 001900 | 001925 | 001950 | 001961 | 001970 | 001987 |
| Einwohner | 80     | 108    | 98     | 96     | 91     | 84     | 74     | 114    | 92     | 79     | 67     |
| Häuser    |        | 16     |        |        | 17     | 16     | 16     | 16     | 16     |        | 16     |
| Quelle    | [ 31 ] | [ 9 ]  | [ 19 ] | [ 21 ] | [ 24 ] | [ 26 ] | [ 28 ] | [ 29 ] | [ 13 ] | [ 30 ] | [ 1 ]  |

## Religion
Reislas ist römisch-katholisch geprägt und nach St. Jakobus der Ältere (Kirchenpingarten) gepfarrt.